# Пшиш
Пшиш (адиг. Пшиш) — річка в Росії, в Краснодарському краї, ліва притока р. Кубані. Довжина — 270 км (від витоку р. Великий Пшиш), площа басейну 1 850 км². Утворюється злиттям річок Великий і Малий Пшиш, що беруть початок на північних схилах Великого Кавказу. У верхів'ях тече в глибокій і вузькій долині, після виходу з гір долина розширюється. Живлення змішане, з переважанням дощового. Паводки. Середня витрата води близько 25 м³/сек, найбільша — близько 1000 м³/сек. Льодовий режим нестійкий, в окремі роки річка не замерзає. Сплавна. На річці — м. Хадиженськ.
Основні притоки: Гунайка, Цице.
Населені пункти на р. Пшиш: Куринська, Хадиженськ, Кабардинська, Тверська, Гурійська, Бжедухівська, Рязанська.